# Bad Cannstatt

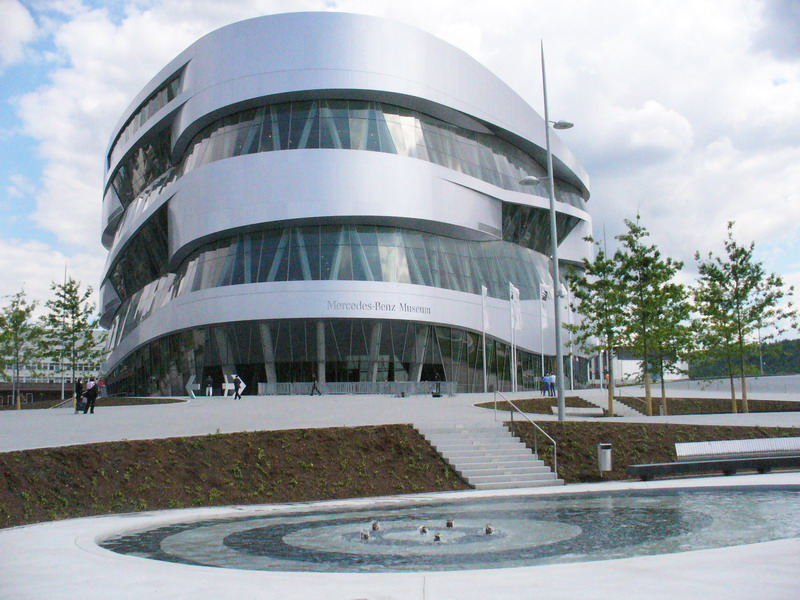
Mercedes-Benz-Welt

Stuttgart-Bad Cannstatt é o mais populoso distrito municipal de Stuttgart, cidade na Alemanha localizada no estado de Baden-Württemberg. Neste bairro situam-se o estádio da cidade, o MHPArena (antigo Mercedes-Benz Arena e Gottlieb-Daimler-Stadion), e o Mundo de Mercedes-Benz (em alemão: Mercedes-Benz-Welt), uma área de apresentação da marca automobilística construída em 2006, incluindo o Museu da Mercedes-Benz.